# Sandro Cwejba
Sandro Cwejba (ur. 1993) – rosyjsko-ukraiński piłkarz grający jako obrońca. Syn Achrika Cwejby, również piłkarza.

## Kariera piłkarska
Jako dziecko trenował w szkółkach Dinama i Spartaka Moskwa. Potem grał w drużynach juniorskich Lokomotiwu.
W profesjonalnej piłce zadebiutował w 2013 grając dla trzecioligowej drużyny Ruś z Petersburga. Gdy klub ten przestał istnieć podpisał kontrakt z klubem SKA-Eniergija.
W sezonie 2014/15 przeszedł do węgierskiego Ujpesztu, jednak na boisko wyszedł zaledwie dwa razy. Podobnie było w chorwackim NK Osijek, gdzie, choć spędził pół sezonu, zagrał tylko raz.
W 2016 grał dla kazachskiego FK Aktöbe.
W lutym wrócił do Rosji i podpisał kontrakt z samarskimi Kryliami Sowietow, natomiast latem tegoż roku został zawodnikiem Dinama Petersburg.